# 구름 응집핵

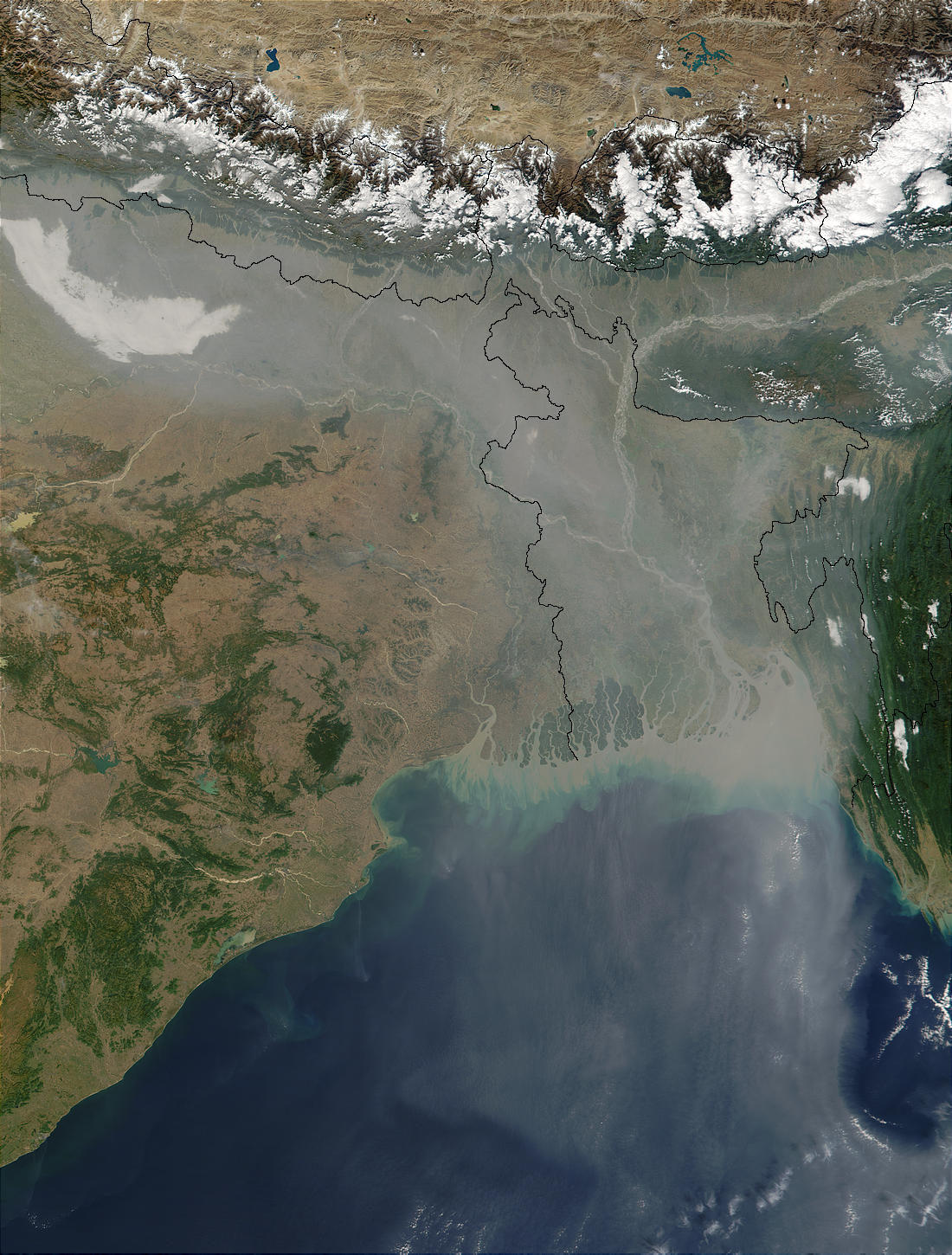

구름 응집핵(Cloud condensation nuclei, CCN)은 0.2 마이크로미터 혹은 구름 물방울의 1/100 크기로 매우 작은 수증기 밀집 입자이다. 물은 수증기에서 액체로 만들기 위해 가스 없는 표면을 필요로 하는데 이러한 과정을 응집이라고 부른다. 대기에서 이 표면은 구름 응집 핵을 말한다. 만약 구름 응집 핵이 없을 경우 수증기는 5~6 시간 만에 물방울이 형성되기 이전에 영하 13°C로 급속하게 내려갈수 있다. 이 구름 응집핵의 개념은 응집 핵을 공기 중에 뿌림으로써 비를 내리게 만드는 인공 강우용 구름 씨앗을 뿌리는데에 이용된다.

## 크기와 양
전형적인 빗방울의 직경은 2mm이고 구름 물방울은 주로 0.02mm인데 반해 구름 응결 핵은 직경 0.0001 mm로 매우 작은 크기를 갖는다. 구름 응결핵의 수는 100에서 1000범위 내에서 측정 가능하다. 그리고 이 양은 보통 일 년에으로 매우 많은 양이 만들어진다.

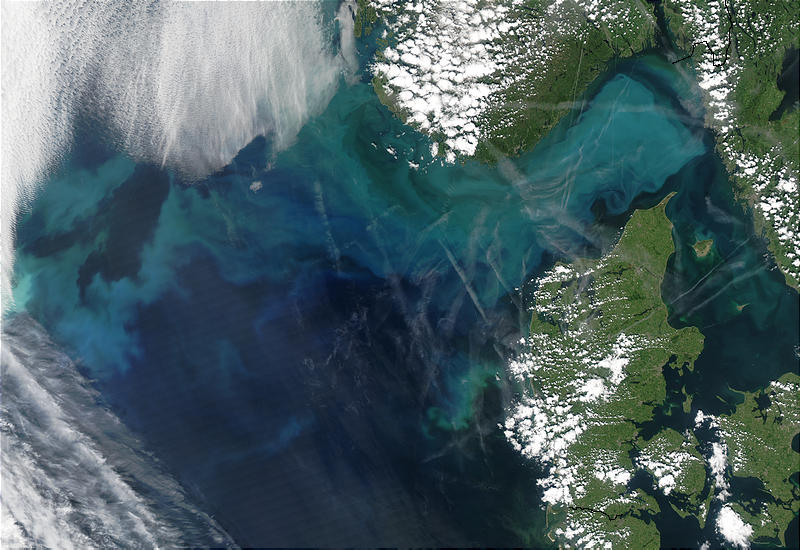

## 식물성 플랑크톤
식물성 플랑크톤은 태양 광선을 이용하여 바다에서 이산화 탄소를 흡수하고 산소를 배출하는데 지구 산소의 3/4를 생산할 정도로 많은 양을 생산한다. 또한 식물성 플랑크톤은 자외선의 위협으로부터 보호하기 위해 구름을 만드는데 이때 이 식물성 플랑크톤이 DMS라는 구름 응결 핵의 역할을 하는 물질을 만들어낸다. 이것으로 구름을 형성하고 기후를 조절한다. 지구 온난화로 인해 기온이 상승하면 이 플랑크톤의 활동은 매우 활발해지고 CCN의 수는 이 기후 변화에 상응하여 매우 늘어나게 되는 것이다.

## 같이 보기
- 증발산
- 지구음암화
- 물의 순환